# Anka Krizmanić
Anka Krizmanić rođena kao Anka Sivoš (Omilje, 10. mart 1896 — Zagreb, 2. novembar 1987) bila je hrvatska slikarica i grafičarka.

## Život i karijera
Rođena je kao Anka Sivoš 1896. godine u Omilju pored Svetog Ivana Zeline, kao prvo dete Josipa Sivoša i Jelke Grušić. Detinjstvo je provela u Omilju, na donjem spratu škole, u kojoj je ranije živeo Stanko Vraz.
Nakon smrti oca, odlazi zajedno sa majkom i sestrom u Zagreb. Da bi stekla pravo na novčanu pomoć, Jelka Sivoš pristaje mađarsko prezime pokojnoga muža zameniti devojačkim prezimenom majke, Ankine bake, Cecilije Krizmanić. Od tada se i Anka, rođena Sivoš, zove Anka Krizmanić.
U Popovom tornju od 1904. do 1907. godine išla je u osnovnu školu. Potom se u Draškovićevoj ulici školovala u Višoj devojačkoj školi od 1907. do 1910. godine.
Kako se u njenoj porodiici oduvek negovala umetnost, stekla je nadarenost koju je kod nje značajno unapredila  svesrdna podrška bogate tetke, koja joj je omogućila rano likovno obrazovanje, u slikarskoj školi slikara Tomislava Krizmana, na Jelačićevom trgu br. 4.  U ovoj školi Anka iako je bila najmlađi đak, revnosno je sledila savete velikog učitelja i temeljno izučavala  crtačku tehniku.
Zahvaljujući Krizmanovim savetima i silnoj upornosti, brzo je savladala zanatsku stranu crtačke tehnike, na koju je kasnije potpuno samostalno izgradila svoj celokupni likovni opus (crtačku sigurnost i suvereno vladanje grafičkim tehnikama).
Sa samo 14 godina njena dela izložena su u Umjetničkom paviljonu u Zagrebu, a nešto kasnije i u . okviru izložbi Slikarske škole Tomislava Krizmana. Prva dva nenaa crteža Portret tetke Anke Žigrović i Restauracija hotela Faakersee, Tomislav Krizman je izložio na izložbi „Medulić“ u Umjetničkom paviljonu 1910. godine.
Uz Krizmanovu pomoć Anka je dobila stipendiju kraljevske zemaljske vlade, i u pratnji majke, koja
već tada pobolijeva, odlazi u Drezden, u kome je kao stipendista završila Školu za umetnički zanat
(nem. Kunstgewerbeschule) i osvojila srebrnu medalju za grafiku.
Anka je u Drezdenu započela cikluse „plesačica“ i „ljubavnika“, inspirisana prvo Anom Pavlovnom, potom  1915. godine plesovima Grete Wiesenthal, i 1917. nakon upoznavanja i slavnom balerinom Gertrud Leistikow.  U Dresdenu se upoznala i s nizom velikih imena umetničkog sveta: Otto Dix, Drago Ibler, Anka Horvat.
Prvi svetski rat uticao je i na njen život u njemačkom Drezdenu (bez ogeva i hrane, iskusila glad i hladnoću). Dobivši napokon dozvolu za povratak, Anka se s bolesnom majkom i sestrom, u julu 1917. godine vraća u Zagreb u kome postaje redovni član član Proljetnog salona.
Nakon udaje za planinara Dragutina Paulića,  otkrila je ljubav prema prirodi, i pod tim utiscima slika brojna dela s motivima gorja, otoka i Plitvičkih jezera.
Jedno vreme bavila se i slikanjem portrete, karikature i reklama za časopis. Oko 1929. godine sarađivala je sa književnikom Miroslavom Fellerom, i za njega slikala za reklamni časopis Imago koji je Feller uređivao.
Nakon razvoda dobila je stipendiju francuske vlade za usavršavanje u Parizu od 1929. do  1930. godine146 godine. Tokom usavršavanja u Parizu nadoknađuje ono što je u Drezdenu propustila. Boravak u europskoj prestolnici umetnosti omogućio joj je potpuno samostalno istraživanje, sada već zrele umetnice.
Nakon povratka u Zagreb osam godina radila je kao crtač na Medicinskom fakultetu. Nakon toga je postala profesionalna slikarica što joj je omogućilo više slobode i vremena za stvaranje. U tom razdoblju nastali su brojni portreti slavnih umetnika, što joj je obezbedilo članstvo u ULUH-u (odmah po završetku Drugog svetskog rata, 1945).
Ratne godine u Drugom svetskom ratu provela je u Zagrebu, posećujući rođake kraj Ozlja. Od 1943. do 1944. godine boravila je  u Karlovcu sa Ludwigom Weningerom. U tom razdoblju nastali su brojni pejzaći i portreti slavnih umetnika, što joj je obezbedilo članstvo u ULUH-u (odmah po završetku Drugog svetskog rata, 1945).  Članstvo u ULUH-u  omogućilo  joj je da redovno zlaže na kolektivnim izložbama do početka 1970-ih godina.
Od februara 1946. do 31. novembra 1951. godine ponovno je radila kao crtač na Medicinskom fakultetu u Institutu za biologiju, i paralelno Izrađuje  skulptura (glave iz papirmašea) Marionete za vlastiti teatar (1946.).
1950 - tih Intenzivnije se posvećuje ciklusu folklornih motiva i plesova nakon saradnje sa Zvonimirom Ljevakovićem, istaknutim stručnjakom za plesni folklor i dugogodišnjim voditeljem Lada. Radove plesnog folklora izložila je prvi put samostalno u Opatiji 1951. godine.  U Zagrebu je 1953. godine održala dve samostalne izložbe: Retrospektivu portreta i Izložbu karakternih studija i karikatura.
U zasluženu penziji otišla je 1955. godine, i dalji  život potpuno jse posvetila stvaralačkom radu slikajući sve dotle dok  joj je snage dozvoljavale.
Leta i jeseni najčešće je provodi na Mljetu, a zimu i u proleća  u maglovitom prostoru i šumi njoj voljenog Tuškanca, ili u njegovoj okolini.
Anka Krizmanić je od 1984. godine imala ozbiljne smetnje na psihološkom planu. Neuropsihijatar je utvrdio: da boluje od progredijentne senilne demencija s jače naglašenim psihotičnim manifestacijama i  vremenskom dezorijentacijom,  i da nije u mogućnosti brinuti o sebi, svojim pravima i imovini.   Nakon nekoliko izložbi  1986. godine Anka Krizmanić je na prevaru venčana. sa 69 godina mlađim muškarcem Asmirom Kamberom iz Sanskog Mosta koji je radio u zagrebačkoj radnoj organizaciji "Sigurnost", a kumovi su bili Josip Kovačić i Vlatko Đikić. To vjenčanje je inicirao Josip Kovačić (hrvazski istoričar umetnosti, kolekcionar i pesnik). Nakon venčanja Asmir Kamber se useljava u jesen 1986. kod Anke Krizmanić u Jurjevsku 1. Od tog trenutka počinje pravi pakao za slikaricu. Zaključavana je, spriječavani su poseti slikaričinih poznanika, nestaju slike, uklanja se telefon. Josipu Kovačiću i Zori Arany počinju prigovarati susedi i prijatelji Anke Krizmanić – Marija Crnobori, Narcisa Neidhardt, Jelica Sarajlija, Ivica Petreković. No zaključavanja su i dalje nastavljana. U vreme najžešće kritike u javnosti za sudbinu nesretne slikarice - ona umire. Kovačić je već ranije falsifikovao testament, i na taj način se domogao  celokupne likovne zaostavštine Anke Krizmanić.

## Napomene
1. ↑  S crtačkim priborom u ruci posećuje njenu baletsku školu i pomno upija njena tumačenja, kako nastaje pokret.

## Literatura
- Kara Z. Lj., Izložbe „Medulića“, Novosti, Zagreb, IV. 5. XI. 1910., br. 301, str. 3.
- Matoš A. G., Povodom izložbe „Medulić“, Suvremenik, Zagreb, V, 1910., br. 11. str. 803-812.
- Milčinović A., Izložba „Medulića“, Narodne novine, Zagreb, LXXVI, 6. XII.1910., br. 280.
- Syndicus, Umjetnički separatizam povodom Medulićeve izložbe, Zvono, 3. XII. 1910., br. 24, str. 572.
- Milčinović A., Umjetnička izložba, Savremenik, Zagreb, 1911., br. 7. str. 75, 141, 687.
- Strajnić Kosta, O umjetničkom obrtu, Narodne novine, Zagreb, LXXVII, 22. XII.1911. br. 293-294, str. 3-4., XVII b
- Umjetnička izložba Krizmanova, Narodne novine, Zagreb, LX , 16. XII. 1911, r. 289. str. 4.
- L. I., Salon Ulrich, Savremenik, Zagreb, VII , 1912., br. 3, str. 270.
- Krizmans graphische Ausstellung, Agramer Tagblatt, Zagreb, XXVII, 1. IV. 1912, br. 76, str . 2-4.
- Milčinović A., Salon Ullrich, Suvremenik, Zagreb VII . 1912, br. 3. str . 270
- Mitrinović Dimitrije „Prometna umjetnost“, povodom Četvrte jugoslovenske umetničke izložbe, Savremenik, Zagreb, VII . 1912, br . 3. st r. 668 .
- Milčinović Andrija, Izložba umjetničkog obrta, Narodne novine, Zagreb , LXXVIII, 27. XII. 1912., br. 299, str. 1-2.
- Kveder Zofka, Krizmanova izložba, Suvremenik, Zagreb, VIII. 1913 , br. 2, str. 106., .
- Krklec Gustav, Dojmovi iz „Proljetnoga salana“, Narodne novine, Zagreb , III, 4. IV. 1916., br. 75. str. 3-4.
- Kršnjavi Iso, Hrvatski Proljetni salon, Narodne novine, Zagreb, 8. IV.1916, br. 79,
- Nehajev Milutin, Kroatischer Kunstfruhllnq, Agramer Tagblatt, Zagreb, XXXI, 15. IV.1916. br. 104, str. 2-4.
- Lunaček Vladimir, Hrvatski Proljetni salon, Obzor, Zagreb, L1X, 26. III. 1916 , br. 85, str. 2.
- Otvorenje Proljetnog salona, Obzor, Zagreb. 26. III. 1916, br. 85,
- Kršnjavi Iso, Epilog k jesenskoj izložbi „Proljetnog salona“ u Ullrichovu salonu, Narodne novine, Zagreb, 11. XII. 1917. br. 283, str. 1- 2.
- K. F., Moderna umjetnost i Proljetni salon, Narodne novine, Zagreb, 28. XI. 1917 , br. 273.
- Šimić Antun Branko, Proljetni salon, Grafika, plastika, predavanja, Anka Krizmanićeva, Vijavica, Zagreb, I. 1917-1918, br. 1, str. 1-5.
- Krklec, Gustav, Beleške sa umetničke izložbe na Rijeci, Glas Srba, Hrvata i Slovenaca. Zagreb, 18. VI. 1918, br. 120, str. 2.
- Strajnić, Kosta, Studije, Zagreb, 1918, str. 144-145.
- Lunaček, Vladimir, VII. izložba Proljetnog salona, Obzor, Zagreb, 31. XII. 1919, br. 307, str. 3.
- S-s., Moderne Kunst im kroatischen Fruhlinqso lon. Agramer Tagblatt, Zagreb, 24. XII. 1919, br. 339, str. 1-2.
- Lunaček Vladimir, Iz umjetničkog svijeta, Deveta izložba Proljetnog salona, Obzor, Zagreb, 31. X. 1920, br. 276,
- P. K., IX. izložba Proljetnog salona, Riječ, Zagreb, 27. X. 1920, br. 219, str . 2-3.
- R. L., VII. izložba Proljetnog salona, Riječ Srba, Hrvata i Slovenaca, Zagreb, II, 1920, br. 2, str . 2-3.
- S- s., Zwölf Ausstellung, Agramer Tagblatt, Zagreb, XXIII, 1920, br. 213, str. 1- 3.
- Križanić, Petar, XII. izložba Proljetnog salona, Kritika, Zagreb, II, 1921, sv. 11-12, XI-XII, str. 445-446.
- Nehajev Milutin, Umjetničke izložbe, Proljetni salon, Jutarnji list, Zagreb, 12. X. 1921., str. 6.
- B., XVII. izložba Proljetnog salona, Vijenac, Zagreb, l, 1923, knj. II, str. 30-32.
- Milčinović Andrija, XVII. izložba Proljetnog salona u Umjetničkom paviljonu u Zagrebu, Slobodna tribuna, Zagreb, III , 9. VI. 1923, br . 486, str. 3-4.
- Milčinović Andrija, XVII. izložba Proljetnog salona u Umjetničkom paviljonu u Zagrebu, Vijenac, Zagreb, II, 1923, br . 1.
- Nehajev Milutin, Književnost i umjetnost, Izložba Proljetnog salona, Jutarnji list, Zagreb, XII, 8. VII. 1923, br. 4109, str. 7.
- D. Dr. F., XIX. Ausstellung des „Proljetni salon“ (Fruhjohrssclon), Zagreber Tagblatt, Zagreb, 1924, br. 126, str. 5.
- Lunaček Vladimir, Devetnaesta izložba Proljetnog salona, Obzor, Zagreb, LXV, 29. V. 1924, br . 144, str. 1.
- B. R., Izložba Proljetnog salona, Nova severna pošta, Subotica, III, 22. I. 1925, br . 409, str. 3.
- Deak Franjo, Ausstellung Anka Krizmanić-Paulić, Morgenblatt, Zagreb, XLII, 1927, br. 49, str . 6.
- Feller Vladimir, Kolektivna izložba gospođe Anke Krizmanić-Paulić, Vijenac, Zagreb, V, 1. III. 1927, br . 5, str. 123-124.
- Kasanin Milan, Šesta jugoslovenska umetnička izložba, Srpski književni glasnik, Beograd, 1927, knj. XXI, str. 532 .
- Krenedić Kazimir, Izložba Anke Krizmanić, Novosti, Zagreb, XXI, 1927, br. 47, str. 7.
- Milčinović Andrija - iličin - Anka Krizmanić-Paulić, Riječ, Zagreb, XXIII , 17. II. 1927, br . 39, str. 8.
- Milčinović Andrija, Kolektivna izložba Anke Krizmanić-Paulić, Jutarnji list, Zagreb, XVI, 1927, br. 5402 , str. 11.
- Rac Stanko, XXV. izložba Proljetnog salona, Vijenac, Zagreb, VII, 1927, sv. 7-8, str. 194-195.
- Schroeder Artur, (Predgovor u katalogu izložbe:) Grafika Yugoslavianska, Lwow, 1927.
- Kolektivna izložba Anke Krizmanić, Vijenac, Zagreb, V, 1927, knj. VII, br. 6.
- Izložba gospođe Anke Krizmanić Paulićeve, Hrvatska prosvjeta, Zagreb, XIV, 25. II. 1927, br . 3,
- Crteži Anke Krizmanić-Paulić, Novosti, Zagreb, 16. II. 1927, br . 27,
- Kolektivna izložba Anke Krizmanić, Vijenac, Zagreb, V, 1927, br. 6.
- Cvetišić Vjekoslav, Izložba karikatura Anke Krizmanić-Paulić, Jutarnji list, Zagreb XVII , 1928, br . 5745, str . 8.
- Deak Franjo, Karikaturausstellung Anka Krizmanić-Paulić, Morgenblatt, Zagreb, XLIII, 1928, br. 38, str. 6.
- Feller Vladimir, Izložba karikatura Anke Krizmanić-Paulić, Obzor, Zagreb, LXIX, 1928, br. 39. str. 3.
- Knoll P., Das wesendes Karikatur, Eine Führung durch die Ausstellung Anka Krizmanić-Paulić, Morgenblatt, 43, 14. II. 1928, br. 45,
- Milčinović Andrija, Dvije umjetničke izložbe, Slobodna tribuna, Zagreb, VIII, 1928, br. 751, str. 4
- Miše Jeronim, Slikarske izložbe, Književnik, Zagreb, 1928, br. 2, str. 64-65.
- M., Izložba karikatura Anke Krizmanić-Paulić, Riječ, Zagreb, 9. II. 1928, br. 32,
- Pandaković A., Izložba karikatura Anke Krizmanić-Paulić, Svijet, Zagreb, III, 1928, br. 7, str. 152.
- Warnier Raymond, Une artiste croate: Anka Krizmanitch, L'Europeo Centrale, Prague, 2, 10. III. 1928, br. 23,
- Izložba karikatura Anke Krizmanić-Paulić, Novosti, Zagreb, 8. II. 1928, br. 36,
- Babić Ljubo, Hrvatski slikari od impresionizma do danas, Hrvatsko kolo, Zagreb, 1929, knj. X, str. 188.
- Artistiki Chorwackie, Kobieta wspolczesna, Warszawa, III, 3. III. 1929, br. 9, str. 9-10.
- Bousquet Chouchette, Expositianes des Femmes Peintres et Sculpteurs de l'Ecole Froncclso des Illustrateurs du Livre et Salon d'Automne, Anka Krizmanić,  Revue du Vrai et du Beau, Paris, 1930, br. 145, str. 8-11.
- M. K., Pola vijeka hrvatske umjetnosti, Grafika - žene slikari, Novosti, Zagreb, XXXIII, 1939, br. 4, str . 9.
- Đ. S., Uspjela izložba zagrebačke slikarice, Jugoslavenski list, Sarajevo, 19. V. 1940. br.117, str. 9.
- Kovačević Branko, Povodom izložbe gospođe Anke Krizmanić i gospođe Sofije Omčikus, Hrvatski glasnik, Split, III, 6. IV. 1940, br. 81, str. 12.
- X. Y., Slikarica Anka Krizmanić na svojoj kolektivnoj izložbi u Dubrovniku, Hrvatski glasnik, Split, 21. V. 1940, br. 118, str. 5.
- Uspjeh umjetničke izložbe u Gospiću,  Lička sloga, Gospić, VII, 29. II. 1940, br. 4, str. 3.
- Izložba dviju slikarica, Večeras se u Salonu Galić otvara zajednička izložba zagrebačkih slikarica Anke Krizmanić i Sofije Omčikus, Novo doba, Split, XXIII, 2. IV. 1940, br . 77, str. 7.
- Izložba gospođa Krizmanić i Omčikus u Salonu Galić, Hrvatski glasnik, Split, III, 3. IV. 1940, br. 78.
- Izložba gospođa Krizmanić i Omčikus, Uspjela priredba dviju zagrebačkih slikarica kod Galića, Novo doba, Split, XXIII, 4. IV. 1940, br . 79, str . 8.
- Kolektivna izložba slikarskih radova hrvatske slikarice gospođe Anke Krizmanić u Sponzi, Dubrava, Dubrovnik, 11. V. 1940, str. 2.
- U Dubrovniku je jučer otvorena slikarska izložba gospođe Anke Krizmanić, Hrvatski glasnik, Split, 14. V. 1940, str. 7.
- Munk, Zdenka, Zapisi s izložbe Udruženja likovnih umjetnika Hrvatske, Vjesnik, Zagreb, 1947, 1. J.
- Kauzlarić Zlatko, Dojmovi s treće izložbe Udruženja likovnih umjetnika Hrvatske, Studentski list, Zagreb, IV, 1948, br. l, str . 5.
- R.P., Dojmovi s prve pokretne izložbe ULUH-a, Narodni list, Zagreb, 1. VII. 1950.
- Izložba Udruženja likovnih umjetnika Hrvatske, Žena u borbi, Zagreb, IX, 1951., br. 2.
- Gamulin Grgo, Slučajni susreti, Vjesnik, Zagreb, 18. XI. 1951.
- Kauzlarić Zlatko, Slike i gledaoci, Uz izložbu „Slika, kipova i grafike“ u Salonu ULUH, Studentski list, Zagreb, 1951.
- Izložba ULUH-a, Ilustrirani vjesnik, Zagreb, 1. I. 1951,
- J. D. PERC, ALEKSANDAR, Izložba primorskih motiva u Opatiji, Književne novine, Zagreb, 1952, 14.
- Izložbe u pokrajini, Jedna značajna inicijativa, Vjesnik, Zagreb, 11. XI. 1952.
- Likovna izložba za zagrebačke radne kolektive, Narodni list, Zagreb, 7. III. 1953.
- Feller Miroslav, Portreti Anke Krizmanić, Slikarica ljudskih lica, Mladost puna obećanja život pun neuspjeha, Vjesnik u srijedu, Zagreb. 24. VI. 1953.
- Frković Tatjana, Što nam govori izložba Anke Krizmanić? Žena u borbi, Zagreb. IX. 1953., br. 7.
- Popovicki Nataša, Čovjek u djelu Anke Krizmanić, Narodni list, Zagreb, 20. V. 1953.
- Stančic Miljenko, Izložba A. Krizmanić, Vjesnik, Zagreb. 17. V. 1953.
- Izložba A. Krizmanić, Naprijed, Zagreb, 22. V. 1953.
- Vereš Saša, Jedna slika Anke Krizmanić, Pred portretom A. B. Šimića, Umjetnost i kritika, Beograd, II. 1954, br. 5.
- Izložbe u Zagrebu, Naprijed, Zagreb, 22. V. 1953.
- Izložba Anke Krizmanić, Arhitektura, Zagreb. 1953. br . 2.
- K. M., Festival saveznog značaja, Ne samo Zagreb i Beograd, nego i ostali naši kulturni centri dali su Dubrovačkim ljetnim igrama važne doprinose, Narodni list. Zagreb, 17. VIII. 1954.
- K. M., Izložba Anke Krizmanić, Vjesnik, Zagreb, 9. VIII. 1954.
- M., Uspjeh jugoslavenske grafike, Vjesnik, Zagreb, 15. VI. 1954.
- Izložba zagrebačke umjetnice, Dubrovačke ljetne igre, Dubrovnik, 16. VII. 1954. br. 3.
- Izložba grafike, Arbon, Švicarska, Čovjek i prostor, Zagreb, I. 15. IX. 1954.
- Predgovor u katalogu izložbe: „Meisterwerke der Graphik und Zeichnung seit 1.900“, Jugoslawien, Arbon, 1954.
- Gagro Božidar, Slikarstvo Proljetnog salona 1916-1928., Život umjetnosti, Zagreb, 1966., sv. 2. str. 54.
- Gagro Božidar, Hrvatska grafika u prvoj polovini XX stoljeća, (U katalogu izložbe:) „Jugoslovenska grafika 1900-1950“, Beograd, Muzej savremene umetnosti,1978.
- Matić-Panić Radmila, Bibliografije i literatura o umjetnicima, (U katalogu izložbe :) „Juqoslovensko grafika 1900-1950“.,Beograd. Muzej savremene umetnosti, 1978. str . 252.
- Maleković Vladimir, Katalog izložbe: „Ekspresionizom hrvatsko slikorstvo“, Zagreb, Umjetnički paviljon, 1980.
- Vereš Saša, Ilirski trg, (Anka Krizmanić - dragulj u sjeni), Vjesnik, Zagreb, 20. IV. 1980.
- Baricević Marina, Žene - likovne umjetnice, Žena, Zagreb. 1985., br. 43 (5-6). str. 67.
- Burić Vlado, Stare dobre slikarice, Svijet, Zagreb, 29. III. 1985. str. 30.
- Cvetkova Elena, Kako žene crtaju, Večernji list, Zagreb, 28. II. 1985., str. 9.
- Cvetkova Elena, Novi pogled na baštinu, Koliko vrijede „likovne dame“, Večernji list, Zagreb, 9. i 10. III. 1985, str. 11.
- Depolo Josip, Anka Krizmanić - nervozni doživljaj svijeta. OKO, Zagreb, 4. VII. 1985.
- Jakšic B., Žene od kista, Požeški list, Slavonski Brod. 31. X. 1985. str. 5.
- Kusik Vlastimir, Crteži Anke Krizmanić, Glas Slavonije. Osijek, 15. VIII. 1985.
- Kusin Vesna, Žene u hrvatskom slikarstvu, Vjesnik, Zagreb, 20. IV. 1985. str. 9.
- Mišković Đorđe, Izložba Anke Krizmanić, Večernji list, Zagreb, 12. VI. 1985.
- Peić Matko, Predgovor u katalogu izložbe: „Sjevernohrvotske slikarice rođene u drugoj polovini XIX. stoljeća“, Čakovec, Muzej Međimurja, 1985.
- Peić Matko, Umjetnost je jedna, Svijet, Zagreb, 29. III. 1985, str. 30-31.
- Reberski Ivanka, Stoljeće uz paletu, Uz izložbu „Scenski motivi u opusu Anke Krizmanić“ u Zagrebu, Vjesnik, Zagreb, 29. I. 1985.
- Reberski Ivanka, Predgovor u kata logu izložbe: „Anka Krizmanić, crteži-litokrede 1913-1944.“, Zagreb, Galerija Ullrich, 1985.
- Ungaro Draga, Nestori kulture, Ruka više ne sluša, Vjesnik (Sedam dana), 19. VII. 1985,
- Vitez Dragica, Scenski motivi Anke Krizmanić, Međimurje, Čakovec, 15. III. 1985.
- Crteži Anke Krizmanić, Vjesnik, Zagreb, 12. VI. 1985.
- Majstor litokrede, Vjesnik, Zagreb, 19. VI. 1985, str. 9.
- Ples i scena, Vjesnik, Zagreb, 20. III. 1985.
- Domić Ljiljana, Naše akcije, Traže se slike Anke Krizmanić, Vjesnik, Zagreb, Panorama subotom, 14. VI. 1986.
- Domić Ljiljana, Naše akcije, Slike nađene, gdje su karikature? Vjesnik, Panorama subotom, Zagreb, 5. VII. 1986. str. 8.
- Domić Ljiljana, Anka Krizmanić, Vjesnik, Vjesnikov petak, 27. VI. 1986.
- Došen Alida, Estate culturale fiumana: ce n'e per tutti, La voce del'popolo, Rijeka, 25. VI. 1986.
- Gambar Miščević Vera, Predgovor u katalogu izložbe: „Plesno-scenski motivi u opusu slikarice Anke Krizmanić“, Rijeka, Centar za kulturu, 1986.
- Leković Koraljka, Arrivano a passo di danza i disegni di Anka Krizmanić, La voce del'popolo, Rijeka, 2. VII. 1986.
- Maroević Tonko, Kolo života, „Folklorni motivi Anke Krlzrnonić“, Etnografski muzej u Zagrebu, Danas, Zagreb, 1. IV. 1986., br . 215, str. 42.
- Mifka-Profozić Nađa, Novi izložbeni prostor, Prva u nizu izložaba - Crteži Anke Krizmanić, Novi list, Rijeka , 8. VI. 1986.
- M. R., Etnografski muzej u Zagrebu „Folklorn i motivi Anke Krizmanić, Vjesnik, Zagreb, 7. III. 1986., (III. izdanje), str . 14.
- Radauš Ribarić Jelka, Predgovor u katalogu izložbe: „Folklorn i motiv i u opusu slikarice Anke Krizmcnić“, Zagreb, Etnografski muzej, 1986.
- Sp. N., Sedam desetljeća rada (Anka Krizmanić u Etnografskom muzeju), Večernji list, 7. III. 1986., str. 20.
- Pokopana slikarica i grafičarka Anka Krizmanić, Večernji list, Zagreb, 7. studenoga 1987.,
- Gamulin Grgo, Anka Krizmanić u: „Hrvatsko slikarstvo XX. stoljeća“, Svezak prvi, Zagreb, Naprijed, 19, str. 263-270.
- Jendrić D., Umrla slikarica i grafičarka Anka Krizmanić Opus kao zagonetka, Večernji list, Zagreb, 7. studenoga 1987.
- Mijović Vesna i Miodrag Đurić, Manipulacija s nemoćnom slikaricom, Arena, 4. studenoga 1987., str. 46-47.
- Kusin Vesna, In memoriam Anki Krizmanić, Slikarica intimizma, Vjesnik, Panorama subotom, Zagreb, 4. studenoga 1987.
- Miljuš Dušan, Vjenčanje u devedesetoj, Zagonetka oko nedavno umrle slikarice Anke Krizmanić, Večernji list, Zagreb, 7. studenoga 1987.
- Mijović Vesna i Miodrag Đurić, Zaplet poslije smrti, Arena, 11. studenoga 1987., str. 22-23.
- Kusin Vesna, Kome pljuska zbog Anke Krizmanić, Vjesnik, Zagreb, 14. studenoga 1987.
- Mijović Vesna i Miodrag Đurić, Slike poklonjene gradu, Arena, 18. studenoga 1987., str. 50-51.
- Matejčić Radmila, Anka Krizmanić - nepoznati crteži i akvareli, Predgovor u katalogu izložbe, Zagreb, Atelje „Libuša“, 1987.
- Matejčić Radmila, Nepoznata Anka Krizmanić, Uz crteže i akvarele u Ateljeu – „Libuša“ u Zagrebu, Večernji list, 1987. 7. studenoga
- Miljuš Dušan, Slučaj Anke Krizmanić, Za koga radi vrijeme, Večernji list, 28., 29., 30. studenoga i 1. prosinca 1987., Zagreb
- Jendrić D., In memoriam Anka Krizmanić OKO Zagreb, 17. prosinca 1987.
- Pintar Nevio,  Fazlić Jasim, Bukša Željko,Lovci na starice (2), Stan za život i grob, Arena, 1. travnja 1989., str. 28-29.
- Reberski Ivanka, Prilog valorizaciji slikarstva Anke Krizmanić, Život umjetnosti, Zagreb, sv. 45-46. 1989., str. 71-79.
- Reberski Ivanka, Anka Krizmanić, Institut za povijest umjetnosti, Zagreb, 1993.